# Bartolomeo Ruspoli
Bartolomeo Ruspoli (ur. 25 sierpnia 1697 w Rzymie, zm. 21 maja 1741 tamże) – włoski kardynał.

## Życiorys
Urodził się 25 sierpnia 1697 roku w Rzymie, jako syn Francesca Marii Marescotti Ruspoliego i Isabelli Cesi. W młodości został protonotariuszem apostolskim i wstąpił do zakonu maltańskiego. W latach 1721–1724 był sekretarzem ds. Memoriałów. 2 października 1730 roku został kreowany kardynałem diakonem i otrzymał diakonię Santi Cosma e Damiano. Rok później został wielkim mistrzem zakonu. Zmarł 21 maja 1741 roku w Rzymie.